# Nicolaus Weitz
Nicolaus Weitz (* 1579 in Frankfurt am Main;† im 17. Jahrhundert) war ein Frankfurter Jurist und ein führender Akteur im Fettmilch-Aufstand.
Weitz studierte ab dem 28. April 1598 Rechtswissenschaften an der Universität Marburg und ab 1600 an der Universität Jena, wo er zum Dr. jur. promoviert wurde. Er lebte als Advokat in der Reichsstadt Frankfurt.
Während des Fettmilch-Aufstandes hatte Weitz eine führende Rolle bei den Aufständischen inne. Weitz war bei den Juden der Stadt stark verschuldet und hatte daher ein starkes Interesse an der Ausplünderung und Vertreibung der Juden.
1612 wurde der Rat der Reichsstadt um 18 Mitglieder erweitert und Weitz in den Rat gewählt. Er war Vorsitzender der Kommission zur Regulierung der Schuldverhältnisse zwischen Juden und Christen. 1614 wurde er zum Stadtschultheißen gewählt.
Nach dem Ende des Aufstandes wurde er 1615 gemeinsam mit Fettmilch und weiteren 37 Aufständischen verhaftet und dem Bischof von Mainz unterstellt, der die Gefangenen in Aschaffenburg festsetzte. Dort konvertierte Weitz zum katholischen Glauben. Dies führte dazu, dass er ein vergleichsweise mildes Urteil erhielt: Er wurde lebenslänglich aus Frankfurt verbannt.